# ميلاني غارسيا
ميلاني غارسيا (بالإسبانية: Melanie García)‏ هي لاعب هوكي الحقل إسبانية، ولدت في 21 سبتمبر 1990.